# Особистий чемпіонат Європи зі спідвею серед юніорів

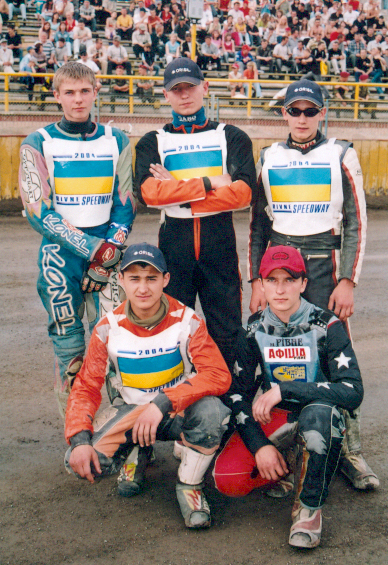
Українські гонщики перед півфіналом ОЧЄЮ в Рівному (17.07.2004)
Верхній ряд (зліва направо): В.Омелян, О.Пятничко, І.Миронов
Нижній ряд: Л.Войтик, Я.Полюхович

Особистий чемпіонат Європи зі спідвею серед юніорів — щорічний турнір, що проводить Європейський мотоциклетний союз (UEM), починаючи з 1998 року.

## Вікове обмеження
Мінімальний вік для участі в турнірі — 16 років, максимальний — до 2012 року 19 років, з 2012 року – 21 рік (спортсмен має право брати участь в турнірі до кінця року, в якому йому виповнилося 21 рік).
З 2017 року проводяться окремі турніри до 19 років і до 21 року.

## Історія турніру
В 1977 і 1978 Міжнародна мотоциклетна федерація (FIM) проводила першість Європи зі спідвею серед гонщиків до 21 року.
У 1979 році було прийнято рішення зробити турнір відкритим, тобто допускати до нього гонщиків з інших країн світу.
У 1998 даний турнір було вирішено перейменувати на Особистий чемпіонат світу зі спідвею серед юніорів (до 21 року), а замість нього проводити Особистий чемпіонат Європи зі спідвею серед юніорів під контролем Європейського Мотоциклетного Союзу (UEM) для гонщиків до 19 років.

## Призери

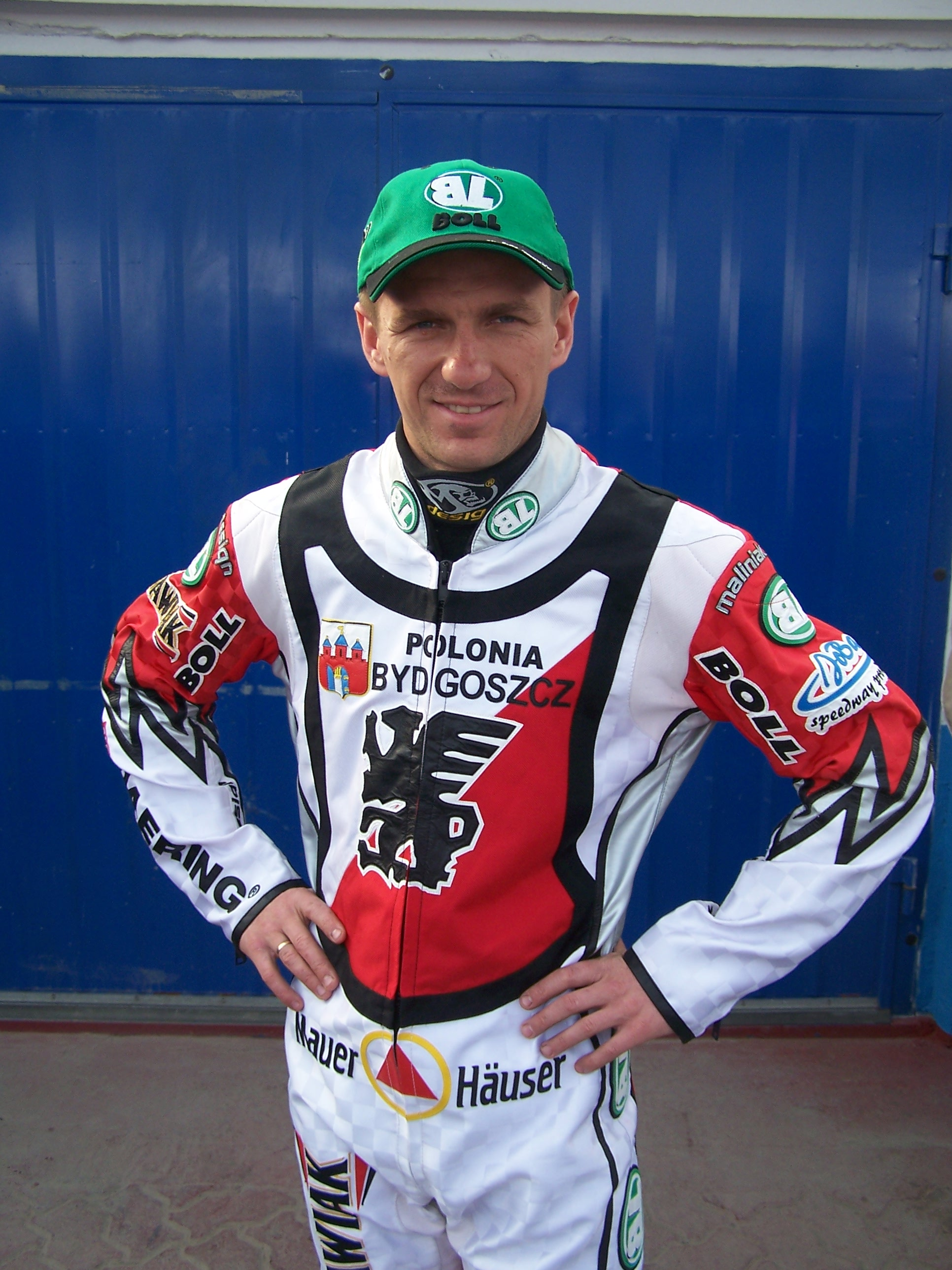
Рафал Оконєвскі — єдиний дворазовий чемпіон Європи зі спідвею серед юніорів

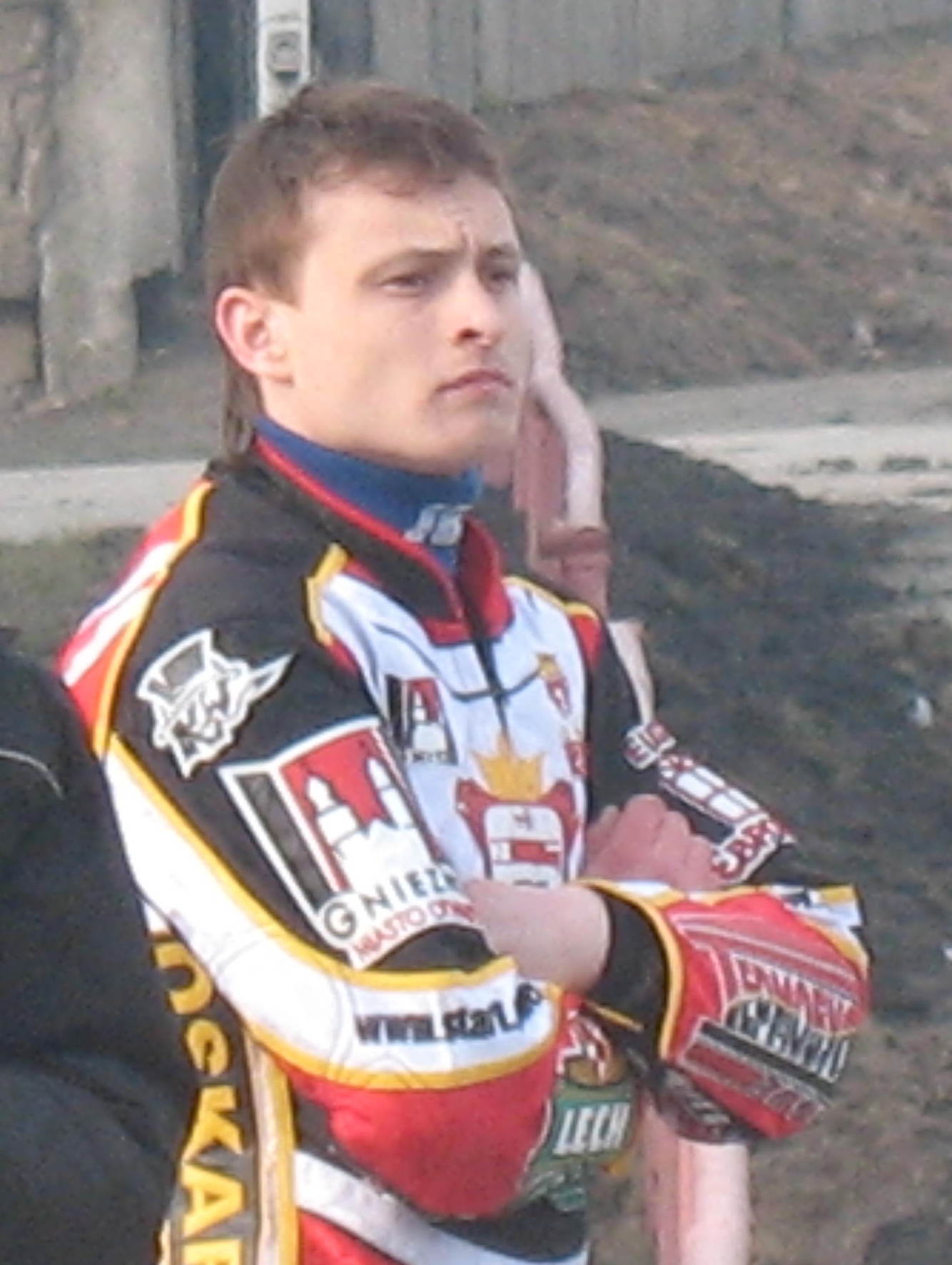
Українець Андрій Карпов — віце-чемпіон Європи серед юніорів 2006 р.

| Рік  | Місце фіналу    | Переможець         | Срібна медаль          | Бронзова медаль   |
| ---- | --------------- | ------------------ | ---------------------- | ----------------- |
| 1998 | Кршко           | Рафал Оконєвскі    | Алеш Дримл             | Ханс Андерсен     |
| 1999 | Гнєзно          | Рафал Оконевський  | Карол Малеха           | Ярослав Гампель   |
| 2000 | Любляна         | Лукаш Дримл        | Нільс-Крістіан Іверсен | Збігнєв Червінскі |
| 2001 | Пардубиці       | Лукаш Романек      | Рафал Курманскі        | Даніель Давідссон |
| 2002 | Даугавпілс      | Матей Жагар        | Кеннет Б'єрре          | Фредрік Ліндгрен  |
| 2003 | Поккінг         | Кеннет Б'єрре      | Януш Колодзей          | Антоніо Ліндбек   |
| 2004 | Рибник          | Антоніо Ліндбек    | Кароль Зомбік          | Мортен Рісагер    |
| 2005 | Мшено           | Кароль Зомбік      | Кястас Пуоджукс        | Роберт Петтерссон |
| 2006 | Горічан         | Юріца Павліч       | Андрій Карпов          | Ларс Хансен       |
| 2007 | Ченстохова      | Ніколай Кліндт     | Юріца Павліч           | Філіп Шітера      |
| 2008 | Штральзунд      | Артур Мрочка       | Мацей Яновскі          | Артем Водяков     |
| 2009 | Тарнів          | Пшемислав Павліцкі | Мацей Яновскі          | Мартін Вацулік    |
| 2010 | Горічан         | Денніс Андерссон   | Пшемислав Павліцкі     | Патрик Дудек      |
| 2011 | Любляна         | Пйотр Павліцкі     | Мікаель Єпсен Єнсен    | Віталій Бєлоусов  |
| 2012 | Ополє           | Бартош Змарзлік    | Тобіаш Муселяк         | Міккель Міхельсен |
| 2013 | Гюстров         | Міккель Міхельсен  | Анджей Лєбєдєв         | Давид Беллего     |
| 2014 | Рибник          | Вацлав Мілік       | Каспер Ворина          | Анджей Лєбєдєв    |
| 2015 | Сількеборг      | Андерс Томсен      | Ніколай Буск Якобсен   | Бартош Смектала   |
| 2016 | Ламот-Ландеррон | Дімітрі Берже      | Едуард Крчмар          | Сергій Логачьов   |
| 2017 | Даугавпілс      | Роберт Ламберт     | Бартош Смектала        | Андреас Лягер     |
| 2018 | Штральзунд      | Домінік Кубера     | Віктор Лампарт         | Фредрік Якобсен   |
| 2019 | Рівне           | Віктор Лампарт     | Роман Лахбаум          | Мадс Хансен       |
| 2020 | Гданськ         | Маркус Біркемозе   | Якуб Місковяк          | Александр Воентін |
| 2021 | Рига            | Франсіс Густс      | Філіп Хельстрьом-Бангс | Матеуш Черняк     |
| 2022 | Надьхалас       | Яспер Кнудсен      | Матіас Полестад        | Каспер Хенріксон  |
| 2023 | Гожув           | Віктор Пшеємській  | Даміан Ратайчак        | Матіас Полестад   |

## Медальний залік
| Місце | Країна          | Золото | Срібло | Бронза | Загалом |
| ----- | --------------- | ------ | ------ | ------ | ------- |
| 1.    | Польща          | 10     | 12     | 5      | 27      |
| 2.    | Данія           | 5      | 4      | 7      | 16      |
| 3.    | Чехія           | 2      | 2      | 1      | 5       |
| 4.    | Швеція          | 2      | 1      | 5      | 8       |
| 5.    | Латвія          | 1      | 2      | 1      | 4       |
| 6.    | Хорватія        | 1      | 1      | 0      | 2       |
| 7.    | Франція         | 1      | 0      | 1      | 2       |
| 8-9.  | Словенія        | 1      | 0      | 0      | 1       |
| 8-9.  | Велика Британія | 1      | 0      | 0      | 1       |
| 10.   | Росія           | 0      | 1      | 3      | 4       |
| 11.   | Україна         | 0      | 1      | 0      | 1       |
| 12.   | Словаччина      | 0      | 0      | 1      | 1       |

## Статистика
- На сьогоднішній день найтитулованішим учасником турніру є польський спортсмен Рафал Оконєвскі — двократний чемпіон Європи серед юніорів.
- Тільки двом спортсменам вдавалося завойовувати титули чемпіона Європи і в юніорському, і в дорослому заліках: словенцю Матею Жагару (2002 і 2004, 2006 року відповідно) і хорвату Юріці Павлічу, причому останній став чемпіоном Європи серед дорослих гонщиків (2007) вже наступного року після перемоги на юніорському чемпіонаті (2006).
- Єдиним (станом на грудень 2023 р.) українським гонщиком, якому вдалося здобути медаль даного турніру є червоноградець Андрій Карпов —  «срібло» в 2006 році.